# 松島町立松島第一小学校
松島町立松島第一小学校（まつしまちょうりつ まつしまだいいちしょうがっこう）は、宮城県宮城郡松島町松島にある公立小学校。通称は松島一小（まつしまいっしょう）、松一小（まついっしょう）、一小（いっしょう）。

## 概要
1873年（明治6年）開校。町の中央部に位置している。

## 沿革
- 1873年（明治6年）7月15日 - 高城小学校として、高城字町の民家に開校[2]。
- 1876年（明治9年）3月 - 幡谷村に枝校を開設[2]。
- 1880年（明治13年）4月 - 学制改正により、「高城中初等小学校」に改称[3][4][2]。幡谷村の枝校が分離[4][2]。高城字町10番地に校舎を落成[5]。
- 1886年（明治19年）4月 - 小学校令公布により、「高城尋常小学校」に改称[2]。
- 1890年（明治23年）4月 - 小学校令改正により、「松島尋常小学校」に改称。本松島、手樽、北小泉、幡谷、桜渡戸に分教場を開設[2]。
- 1892年（明治25年）4月1日 - 本松島、手樽、北小泉、幡谷の4分教場が独立[6]。
- 1893年（明治26年）4月1日 - 高等小学校を併設し、「松島尋常高等小学校」に改称[7]。
- 1899年（明治32年）2月2日 - 周辺で発生した火災により、校舎が類焼[7]。その後分散授業を開始[2]。
- 1901年（明治34年）4月1日 - 高城字三居山一に新校舎を落成し、移転[7]。
- 1910年（明治43年）10月 - 校舎増築のため、校地を拡張[8][9]。
- 1918年（大正7年）4月 - 松島農業補習学校を併設[9]。
- 1920年（大正9年）3月 - 東校舎を増築[9]。
- 1926年（大正15年）6月 - 青年訓練所を併設。南校舎を落成[9]。
- 1932年（昭和7年）8月 - 校地を拡張。教員住宅および小使室を落成[9]。
- 1935年（昭和10年）8月 - 農業補習学校および青年訓練所を廃止し、松島町青年学校を併設[10]。
- 1940年（昭和15年）12月 - 皇紀2600年記念事業として、雨天体操場兼講堂および記念図書館を落成[11]。
- 1941年（昭和16年）4月1日 - 国民学校令施行により、「宮城郡松島国民学校」に改称[12]。
- 1947年（昭和22年）4月1日 - 学制改革により、「松島町立松島小学校」に改称。松島中学校を併設[11]。
- 1948年（昭和23年）12月 - 松島字道珍浜10番地に校舎一部を落成し、右側を中学校、左側を根廻・初原・桜渡戸地区および本郷地区の一部の児童を収容。高城字迎山の仮校舎に収容中の高城・磯崎地区の児童（4年生以上）と本郷地区の一部の児童を新校舎へ収容。併せて学校機能も新校舎へ移転[11]。
- 1949年（昭和24年）4月 - 「松島町立松島第一小学校」に改称。本松島小学校を統合し、本松島分校に移行。迎山分校を開設。本郷・根廻・初原・桜渡戸地区は松島第二小学校の学区に移行。校舎建設工事が完了し、迎山仮校舎の高城・磯崎地区に残る児童を収容[11]。
- 1952年（昭和27年）
  - 旧校舎を廃止[3]。
  - 10月 - 校庭を拡張[11]。
- 1956年（昭和31年）11月 - 校舎を4教室分増築[11]。
- 1957年（昭和32年） - 校庭東に桜苗木移植[3]。
- 1958年（昭和33年）12月 - 校舎を増築し、本松島分校の4年生3クラスを収容[13]。
- 1959年（昭和34年）11月 - 増築した校舎に本松島分校の1 - 3年生を収容し、分校校舎（海岸校舎）を廃止[14][3]。
- 1963年（昭和38年） - ミルク給食を開始。体育館を落成[3]。
- 1966年（昭和41年）12月30日 - 簡易プールを落成[15]。
- 1970年（昭和45年）4月1日 - 幼児学級を開設[16]。
- 1972年（昭和47年） - 鉄筋コンクリート3階建ての新校舎を落成[3]。
- 1973年（昭和48年） - 10教室分の新校舎を落成[3]。
- 1974年（昭和49年） - 特殊学級（現：特別支援学級）を開設[3]。
- 1981年（昭和56年） - 松島第一幼稚園が独立[3]。
- 1983年（昭和58年） - 特別教室6教室増築完成[3]。
- 1984年（昭和59年） - 国旗掲揚塔・庭園・観察池・藤棚が完成[3]。
- 1987年（昭和62年） - 第二プールを落成。1教室増築。開校40周年記念式典挙行。校歌碑を建立[3]。
- 1999年（平成11年） - 第1期大規模改修工事[3]。
- 2000年（平成12年） - ひまわり学級を開設。コンピュータ室を設置。第2期大規模改修工事[3]。
- 2001年（平成13年） - 校舎前花壇設置。放送設備改修[3]。
- 2011年（平成23年）
  - 3月11日 - 東日本大震災により被災[3]。
  - 秋 - 新体育館を落成[17]。
  - 10月17日 - 体育館施工業者である株式会社深松組から松島町へ引渡書が手渡された。また、体育館を町の防災拠点とするため、深松組より発電機の寄贈を受けた[17]。
- 2012年（平成24年） - 校舎災害復旧工事が完了[3]。
- 2014年（平成26年） - 太陽光発電装置設置工事が完了[3]。
- 2015年（平成27年） - ロープジャングルと木製ベンチを設置[3]。
- 2016年（平成28年） - 自家発電装置設置[3]。
- 2019年（令和元年） - 普通教室・校長室・職員室にエアコンを設置[3]。
- 2020年（令和2年）4月 - 新型コロナウイルス感染症の流行を受け、6月まで臨時休校を実施[3]。

## 通学区域と進学先中学校
出典

### 通学区域
- 大字松島（全域）
- 大字高城（字西柳、字迎山一、字迎山二、字迎山三、字水溜上、字水溜下、字愛宕一（1〜20番のみ）、字愛宕二、字町東一、字町東二、字町、字元釜家、字浜、字井戸下、字城内一、字高山下、字帰命院下一）
- 大字磯崎（字割波三の一部、字馬篭一、字馬篭二を除く全域）

### 進学先中学校
- 松島町立松島中学校

## 周辺
- 松島町立松島第一幼稚園
- 国道45号
- 高城川
  - 松島大橋
- 不動院開悟峯寺
- 塩釜地区消防事務組合松島消防署
- 松島海岸郵便局
- JR仙石線（仙石東北ライン）北側・高城川東側は、松島町中心部となる。
- また、校地南東側には、日本三景のひとつである松島がある。

## アクセス
- JR東日本
  - 東北本線松島駅から、徒歩約565m・約8分。
  - 仙石線・仙石東北ライン高城町駅から、徒歩約1.2km強・約19分。
    - 学校敷地から駅まで、直線距離は約820mほどだが、道路形状が悪いため、約1.5倍の距離となる。

  - 仙石線松島海岸駅から、徒歩約1.5km弱・約23分。
- 松島町営バス「松島西線」で、「松島普賢堂」停留所から、徒歩約690m・約11分。

## 著名な出身者
- 鈴木隆雅 - サッカー選手[19]